# Pieve di Santa Maria Assunta (Montemignaio)
La pieve di Santa Maria Assunta è un edificio sacro di Montemignaio che si trova in località Pieve.

## Storia
Sebbene una tradizione la voglia tra le sette pievi fondate da Matilde di Canossa, le origini dell'edificio sacro non sono recuperabili per via documentaria. È comunque probabile che sia stato l'intervento dei Conti Guidi, i grandi signori e 'costruttori' di questi territori appenninici, a rendere possibile la costruzione della chiesa, verosimilmente tra XI e XII secolo. La pieve è ricordata per la prima volta in una bolla papale del 1103 sotto la giurisdizione del vescovo di Fiesole; passò poi nel secolo successivo sotto il patronato dell'abbazia di Vallombrosa. Dal 1543 la chiesa fu retta, per volere medico da un pievano e nel '600 ospitò un lazzaretto. In questo periodo si situa l'intonacatura degli ambienti interni che causò la perdita degli affreschi esistenti, di cui rimangono solo alcuni frammenti. Nello stesso secolo fu costruito un porticato in facciata, non più esistente a causa del rifacimento della facciata nel 1904. I vari interventi architettonici e decorativi di quest'epoca, del XVIII e XIX secolo, sono stati eliminati dai 'restauri' operati negli anni '60 del XX secolo dal pievano don Primo Primavori, lavori ricordati da un'iscrizione all'interno, in seguito ai quali è rimasto poco della struttura originaria.

## Descrizione
L'edificio, a tre navate, ha subito nel XX secolo la ricostruzione della facciata e dell'abside. L'interno è caratterizzato da un classico impianto romanico a tre navate divise da sei pilastri e, verso l'altare, da quattro colonne, con un aspetto simile alle altre pievi del Casentino e del Pratomagno valdarnese. L'ultimo valico si presenta di ampiezza ridotta, sul quale si imposta la volta a botte che conclude le navate laterali. L'abside, rifatta in proporzioni sicuramente alterate, è preceduta da un arco trionfale originario che posa su semicolonne terminanti in mensole a tazza, motivo originale forse di derivazione cistercense. La differenza dei sostegni ha fatto ipotizzare agli studiosi che la costruzione sia iniziata dalla zona più vicina al presbiterio, forse tra XI e XII secolo, per proseguire poi nel XIII secolo verso l'ingresso. Infatti lo stile di alcuni dei capitelli scolpiti con grande livello qualitativo a fogliami o con figurazioni umane mostra chiari influssi già goticheggianti.
Nella chiesa si conservano ancora sui pilastri dei frammenti di affreschi che in origine ricoprivano certamente superfici ben più ampie, anche sulle pareti dell'edificio. realizzati di solito per devozione o per grazia ricevuta, e risalenti al XIV e al XV secolo. Quello con la Madonna col Bambino in trono sotto un baldacchino, opera di un modesto pittore locale che imita modelli rinascimentali, forse della metà del XV secolo o poco dopo, reca anche un'iscrizione con il nome del donatore.
All'ingresso è il fonte battesimale secentesco a forma di tazza semicircicolare collocato entro un'edicola forse coeva alla costruzione o comunque di forme che richiamano lo stile romanico. Subito dopo una delle opere più importanti presenti in chiesa, la terracotta invetriata con la Madonna col Bambino tra sant'Antonio abate e san Sebastiano, trasferita in chiesa agli inizi del '900 dal tabernacolo del "Docciolino", opera assegnata a Benedetto Buglioni, per "lo stile più narrativo e per una tecnica caratterizzata dall'uso di uno smalto più liquido, quasi trasparente, ricco di sfumature cromatiche" e databile al primo decennio del '500, periodo nel quale "la modellazione vibrante della superficie si accompagna a pose eleganti e articolate delle figure". La particolare eleganza, la posa più sciolta e libera, del San Sebastiano ha fatto pensare la critica alle squisite statuette del cosiddetto Maestro di San Giovannino, identificato spesso con il giovane Jacopo Sansovino, ed alla sua collaborazione per l'esecuzione di questa figura. 
Più avanti è un'altra importante opera presente in chiesa, la tempera su tavola con la Madonna col Bambino, detta Madonna delle Calle per la sua provenienza dal vicino Oratorio della Madonna delle Calle, attribuita a Giovanni di Francesco Toscani, già Maestro della Crocifissione Griggs, maestro di formazione tardo trecentesca che si distingue poi per il delicato cromatismo unito a un certo plasticismo ispirato alla scultura del primo Quattrocento. L'opera, databile intorno al 1420 per lo stile ancora fortemente tardogotico, si caratterizza per la ripresa di modelli trecenteschi ma con un colorismo chiaro e delicato ed un morbido chiaroscuro, di derivazione specie masolinesca.
Nella navata sinistra si trova un'interessante Annunciazione rimasta anonima ma databile verso la fine del '600, e sull'ultimo altare la Madonna col Bambino in trono e i Santi Gregorio, Agostino, Bonaventura e Tommaso d'Aquino, restaurata nel 1996-98 ed oggi riferita ad Antonio del Ceraiolo intorno al 1510 - 1515. Tipici del Ceraiolo sono la semplicità compositiva ed il purismo formale, di ispirazione savonaroliana, ed i rimandi al maestro Lorenzo di Credi.